# Орлеан-Браганса, Педру Луиш
Принц Педру Луиш Орлеан-Браганса (порт. Príncipe Pedro Luís Maria José Miguel Gabriel Rafael Gonzaga de Orléans e Bragança e Ligne; 12 января 1983, Рио-де-Жанейро — 1 июня 2009, Атлантический океан) — представитель бразильской императорской династии Орлеан-Браганса. На момент смерти был третьим в линии наследования бывшего бразильского престола, упраздненного в 1889 году.
Полное имя — Педру Луиш Мария Жозе Мигель Габриэль Рафаэль Гонзага де Орлеан и Браганса и Линь.

## Семья
Принц Педру Луиш родился 12 января 1983 года в Рио-де-Жанейро. Старший из двух сыновей принца Антониу Орлеан-Браганса (1950—2024) и его жены, принцессы Кристины де Линь (род. 1955).
По отцовской линии Педру Луиш — внук принца Педру Энрике Орлеан-Браганса (1909—1981), одного из двух претендентов на главенство в Бразильском императорском доме, и принцессы Марии Елизаветы Баварской (1914—2011), а по материнской линии приходится внуком Антуану III де Линь (1925—2005), и принцессе Аликс Люксембургской (1929—2019). Семья его матери, дом де Линь, является одним из старейших и известных дворянских родов в современной Бельгии. Кристина де Линь — племянница великого герцога Жана Люксембургского (1921—2019), правившего в 1964—2000 годах.
После смерти Луиша Орлеан-Браганса (1938—2022), не имевшего детей, принц Бертран Орлеан-Браганса (род. 1941) стал нынешним главой Васорасской линии Бразильского императорского дома (старший брат Антониу, отца Педру Луиша). Так как он не состоит в браке и не имеет детей, Антониу должен был стать следующим главой бразильского императорского дома, но умер 8 ноября 2024 года, а значит таковым станет брат Педру Луиш Рафаэл Орлеан-Браганса (род. 1986).
Принц Педру Луиш является потомком королей Португалии, Бразилии и Алгарве, а также поздних монархов независимой Бразилии, императоров Педру I и Педру II. Он также потомок по мужской линии короля Франции Луи-Филиппа I Орлеанского.

## Карьера
Педру Луиш имел двойное бразильско-бельгийское гражданство. Свободно владел португальским, английским и французским языками . В младенчестве принц вместе с семьей переехал в Петрополис, получил среднее образование в школе Ипиранга. В 2001—2005 годах принц учился в частном университете «Ibmec» в Рио-де-Жанейро по специализации «деловое администрирование». Продолжил послевузовое образование в университете «Fundação Getúlio Vargas», где изучал экономику. После этого он работал в банке Мариани в Рио-де-Жанейро, а в конце 2007 года переехал в Люксембург, где работал в банке BNP Paribas, занимаясь управленческим консалтингом.
Принц мог себе позволить жить с комфортом, но «без большой роскоши». У него не было личного автомобиля. Он ездил по Рио-де-Жанейро пешком или на автобусе. Что касается его жизни, то он однажды сказал в интервью: «Мы ведем нормальную жизнь, мы граждане, как и все остальные, работаем, чтобы жить».

## Роль в династии
В 1993 году в Бразилии состоялся конституционный референдум о будущем государственном устройстве страны. Принцы Луиш и Бертран, известные сторонники восстановления монархии, осуждались не только некоторыми монархистами, но и четырьмя из своих младших братьев, которые безуспешно пытались их убедить отказаться от традиционных претензий на императорский престол в пользу своего брата Антониу и его старшего сына, десятилетнего Педру Луиша. Принцы Луиш и Бертран признавали, что их племянник Педру Луиш был лучшим кандидатом в случае восстановления монархии в Бразилии. Но на референдуме монархисты проиграли, получив 13,2 % голосов.
Что касается его статуса принца и обязанностей, присущих этому титулу, он говорил: «Мы должны нести это бремя и служить примером». В 1999 году принц Педру Луиш стал почетным президентом монархической молодежи Бразилии. Он был награжден Большим крестом Ордена Педру I и Большим крестом Ордена Розы.
Принц Педру Луиш Орлеан-Браганса высказывался о политике правительства президента Луиса Инасио Лула да Силвы: «Я очень доволен экономическими показателями Бразилии, полученными от политики Лулы да Силвы. Я сторонник политического выбора бразильского правительства, которое, по моему мнению, уменьшает экономический разрыв между бразильцами».

## Титулы и стили
- 12 января 1983 — 1 июня 2009 года: Его Королевское Высочество принц Педру Луиш Орлеан-Браганса, принц Бразильский.

## Гибель
Принц Педру Луиш Орлеан-Браганса погиб в результате крушения рейса 447 авиакомпании Air France 1 июня 2009 года . Его кузина, принцесса Аликс де Линь, планировала поехать с ним, но купила билет на более ранний рейс . Тело Педру Луиша было найдено в океане, а затем захоронено в родовом мавзолее в Васорасе 5 июля того же года.